# Заєць Олександр Леонідович
За́єць О́лександр Леоні́дович (нар. 23 березня 1962, Токмак, СРСР — пом. 29 квітня 2007) — колишній український футболіст, що грав на позиції нападника. Відомий завдяки виступам у складі запорізьких клубів «Торпедо» та «Металург». Найкращий бомбардир першого розіграшу Кубка України (1992). Трагічно загинув під час пожежі.

## Життєпис
Олександр Заєць — вихованець токмакського футболу, де його першим тренером був Яків Очкаленко. Виділявся потужними габаритами та різноманітністю у атакуючих діях, забивав голи на будь-який смак. Розпочав кар'єру у запорізькому «Торпедо», однак основні успіхи радянських часів пов'язані з іншим клубом з того ж міста — «Металургом». У 1990 році разом з командою здобув бронзові нагороди чемпіонату першої ліги СРСР та отримав право виступати у найвищому радянському дивізіоні, де «Металург» встиг провести один сезон до утворення українського національного чемпіонату.
Після розпаду СРСР змінив клубну дисклокацію, повернувшись у «Торпедо». У 1992 році став найкращим бомбардиром розіграшу кубка України. Після більш ніж трьох сезонів у складі «Торпедо» перейшов до олександрійської «Поліграфтехніки», однак заграти там Олександру не вдалося і друге коло сезону 1994/95 він розпочав у складі «Торпедо» з Мелітополя, що вситупало у третій лізі. Заєць став найкращим бомбардиром, а команда за підсумками сезону здобула путівку до другої ліги. Втім, після завершення наступного сезону Олександр залишив команду і перейшов до запорізького «Віктора», де й завершив кар'єру у віці 36 років. У 2007 році Олександр Заєць трагічно загинув під час пожежі.

## Досягнення
Командні трофеї
- Бронзовий призер першої ліги чемпіонату СРСР (1): 1990

Індивідуальні здобутки
- Найкращий бомбардир кубка України (1): 1992